# Synagoga w Szczecinie
Synagoga w Szczecinie – gminny dom modlitwy znajdujący się w Szczecinie, przy ulicy Juliana Ursyna Niemcewicza 2/1.
Synagoga została założona po 1945 roku w budynku Gminy Wyznaniowej Żydowskiej w Szczecinie. Nabożeństwa odbywają się regularnie we wszystkie szabaty oraz święta.